# Atlapetes leucopterus
Atlapetes leucopterus là một loài chim trong họ Emberizidae.